# Sparianthina milleri
Sparianthina milleri là một loài nhện trong họ Sparassidae.
Loài này thuộc chi Sparianthina. Sparianthina milleri được Lodovico di Caporiacco miêu tả năm 1955.